# Juan Francisco Borges
Juan Francisco Borges (Santiago del Estero, Imperio Español, 24 de junio de 1766 - Santiago del Estero, Argentina, 1 de enero de 1817) fue un militar y político, primer líder federal de su provincia natal.
Fueron sus padres María Josefa Urrejola y Peñaloza y Manuel Pedro Borges, un oficial del ejército colonial. Estuvo casado con Catalina de Medina y Montalvo, con la que tuvo un hijo: Juan Francisco Segundo Borges, que años más tarde llegaría a ser gobernador de su provincia.
Tras iniciar dos revoluciones autonomistas en Santiago del Estero, fue fusilado por orden del general Manuel Belgrano en cumplimiento de un decreto del Congreso de Tucumán.

## Biografía

### Origen familiar y primeros años
Juan Francisco Borges nació en Santiago del Estero el 24 de junio de 1766. Fue hijo de Manuel Pedro Borges, de origen portugués y oficial del ejército español, y de María Josefa Urrejola y Peñaloza, hija del alcalde de 2º voto del Cabildo santiagueño y alcalde de la Santa Hermanad, Gerónimo de Peñaloza. Manuel Pedro Borges era un importante comerciante que operaba con el Alto Perú y por su viveza lo habían apodado "el mandinga".
Juan Francisco aprendió a leer y escribir de sus padres, ya que para ese entonces no había escuelas públicas en su ciudad natal. Manuel Borges siempre llevaba consigo a su hijo Juan Francisco en sus viajes comerciales para que fuera aprendiendo los secretos del negocio. Desde pequeño, y al lado de su padre, se fue preparando para liderar. 

### Comienzos de su carrera militar
En 1781, se encontraba con su padre en La Paz cuando esa ciudad fue asaltada dos veces por las fuerzas de Túpac Catari, como parte de la rebelión de Túpac Amaru II. Juan Francisco participó en la defensa de la misma, desempeñándose como Ayudante Mayor de Infantería de los ejércitos del Rey y estaba bajo las órdenes de su padre. Fue herido y tomado prisionero al tratar de romper el sitio a La Paz, pero logró escapar, mientras que su padre y su tío murieron en la campaña. El 15 de febrero de 1783 fue ascendido a Capitán de Infantería de los Ejércitos del Rey. 
En 1790 se asoció en La Paz con José María de Iriondo y Benito Blas de Abarlega para exportar la cascarilla o quina. Debido a un problema con el intendente de La Paz, fue procesado y enviado a Buenos Aires en 1796. Por intervención del virrey Rafael de Sobremonte fue absuelto y dejado en libertad en 1798. Pero al año siguiente tuvo un conflicto con Domingo A. Achával, por lo que nuevamente fue arrestado y luego liberado regresando a Santiago del Estero.
En 1801 hizo una campaña al Chaco, buscando el casi mítico "Mesón de Fierro", un enorme meteorito muy conocido por los indígenas, pero cuya ubicación se había perdido. La expedición fue totalmente financiada por él y estuvo integrada por doce personas.

### Viaje a España y matrimonio
Viajó en 1802 a España, y estando en Madrid realizó gestiones para ser sobreseído en algunas causas judiciales que tenía pendientes. Además hizo valer los servicios suyos y los de su padre durante la revolución de Túpac Amaru II, como así también la importancia de su excursión al Mesón de Fierro.
Revistó en la guardia de corps del rey Carlos IV. Por las mercedes y favores solicitados, el 31 de enero de 1807 le fue conferido el título de Caballero Cruzado de la Orden de Santiago. En ese mismo año, el rey le otorgó un privilegio económico por sus servicios a la Corona. Estuvo en España seis años conociendo cómo era el sistema de gobierno y qué pretendía la realeza. Aprendió los principios revolucionarios, amplió sus conocimientos y se contactó con gente, donde conoció a otro futuro revolucionario argentino, el salteño José Moldes.
Volvió al Virreinato del Río de la Plata en 1808 y se dirigió a Santiago del Estero. Allí ostentó exageradamente su insignia de caballero cruzado, circunstancia que hirió el sentimiento de algunos cabildantes.
Contrajo matrimonio con Catalina de Medina y Montalvo. Con ella tuvo un solo hijo, Juan Francisco Segundo, quien luego llegaría a ser el primer gobernador constitucional de su provincia.

### Participación en la independencia argentina

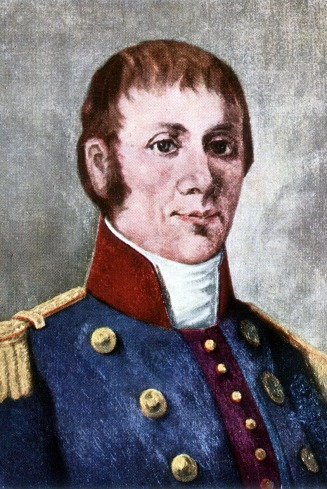
Juan Francisco Borges.

Borges apoyó las conspiraciones independentistas de Moldes. En 1810, el gobernador de la Intendencia de Salta del Tucumán le dio el mando militar de la ciudad de Santiago del Estero en reemplazo de José Cumulat, aun cuando sabía que formaba parte de los independentistas.
Producida la Revolución de Mayo, la noticia de la misma llegó a Santiago del Estero el 10 de junio de 1810. Borges adhirió inmediatamente a ella y, junto con Cumulat y Lorenzo Lugones, presionó al Cabildo de Santiago del Estero para que reconociera la autoridad de la Primera Junta, lo que recién ocurriría el día 29 de junio.
El 2 de julio el Cabildo de Santiago del Estero realizó la elección del diputado a la Junta Grande, resultando electo Juan José Lami. Borges se enfrentó al Cabildo sosteniendo que hubo fraude e impugnó la elección ya que no se había hecho mediante un cabildo abierto. El 15 de julio se dirigió a la Junta, pidiendo la anulación de la elección y solicitando armas. Fue el primer reclamo de representatividad de los cuerpos colegiados que se conoce en la historia de la Revolución; la Primera Junta ordenó practicar una nueva elección. No obstante, el 20 de diciembre, Juan José Castelli y Francisco Ortiz de Ocampo lograron imponer sus candidatos en la elección de capitulares. El Cabildo protestó y nombró a Borges el 4 de febrero de 1811 su apoderado ante la Junta para reclamar sus derechos electivos. Una nueva elección fue realizada el 15 de marzo de 1811, resultando elegido Pedro Francisco de Uriarte, a lo cual Borges nuevamente presentó una protesta.
Ya ascendido a teniente coronel, se le encargó la formación de un regimiento. Fue así que creó el Batallón de Patricios Santiagueños, integrado por tres compañías. De su propio capital, armó y equipó a su batallón proveyendo a los soldados de 300 uniformes. Se calcula que invirtió unos $5000 en ese equipamiento. Borges se puso al frente de dicho regimiento, que más tarde se incorporó al Ejército del Norte.
En Jujuy, Borges tuvo un incidente con Francisco Ortiz de Ocampo siendo acusado por un faltante de fardos de bayetones (telas), o de contrabando, pues iban entre el equipaje del ejército. La denuncia consistía en que Borges habría retirado esos bultos y los habría vendido por su cuenta. Así lo declaró el general Ortíz de Ocampo, tras lo cual Castelli lo despidió del ejército el 28 de noviembre en Potosí, retornando el coronel humillado a Santiago del Estero. Posteriormente Borges demandó a Ortiz de Ocampo por daños y perjuicios, y después de un largo proceso, el general fue condenado a pagar a Borges una indemnización de $1680.
Ante estos gestos, al caer la Junta y ser elegido el Primer Triunvirato, su secretario Bernardino Rivadavia lo hizo arrestar y procesar en Buenos Aires. Durante su prisión, fue elegido miembro del Cabildo de Santiago del Estero en 1812; recuperó su libertad y regresó a su provincia tras la caída de Rivadavia. Estuvo de vuelta en su ciudad natal el 8 de diciembre de ese año.
Fue elegido diputado a la Asamblea del año XIII, pero la Logia Lautaro vetó su nombramiento; el diputado por Santiago fue electo por el Cabildo de Buenos Aires. Nada de esto podía dejar contento a Borges, que rápidamente se fue definiendo como un autonomista y federal.

### Revoluciones autonomistas

#### Primera sublevación
En 1815, el coronel Bernabé Aráoz era gobernador de la Gobernación Intendencia de Tucumán, de la que dependía Santiago del Estero. En abril de ese mismo año, renunció Carlos María de Alvear al cargo de Director Supremo, noticia que fue recibida con gran júbilo en Santiago del Estero. Estos cambios generaron un movimiento local de oposición al gobernador Aráoz, sustentado en las medidas tomadas por él contra el teniente de gobernador de Santiago del Estero, Pedro Domingo Isnardi, y su ayudante, Lorenzo Goncebat. Isnardi fue destituido por disentir con el gobernador Aráoz, determinando el nombramiento de Mariano Díaz como teniente de gobernador de Santiago del Estero y a Juan B. Paz como juez pesquisador. Borges dirigió una carta al Director Supremo sustituto Ignacio Álvarez Thomas, reclamando la separación de su provincia de la del Tucumán debido a la penuria económica de su pueblo y el carácter arbitrario de la política del gobierno tucumano. El Director se desentendió del problema y le contestó que sus conflictos serían solucionados por el Congreso que se reuniría próximamente en San Miguel de Tucumán.
El 4 de septiembre de 1815, en horas de la noche, Borges inició un movimiento revolucionario en Santiago del Estero. Contando con el apoyo de la milicia provincial y de buena parte del pueblo, destituyó y arrestó al teniente de gobernador Tomás Juan de Taboada. Luego reunió al pueblo y se hizo elegir gobernador independiente de Tucumán, declarando a Santiago del Estero como Pueblo Libre, en sintonía con José Gervasio Artigas. Según él, se reunieron frente al Cabildo «más de tres mil hombres y aclámandome Gobernador político y Militar».
Sin embargo, Aráoz reaccionó rápidamente: sólo cuatro días después, un contingente de milicias tucumanas integrado por cincuenta hombres y dirigido por el comandante Juan F. Lobo, tomó la ciudad por asalto y Borges fue herido. Lo dieron por muerto y sus hombres se dispersaron. Cuando volvió en sí fue arrestado y enviado preso a Tucumán.
Fue perdonado por el Congreso y poco después escapó de la prisión domiciliaria en que se hallaba y se asiló en Salta, bajo la protección del gobernador Martín Miguel de Güemes. Desde allí se comunicó con el general José Rondeau y le informó los sucesos acaecidos. Participó en los levantamientos que llevaron a la autonomía salteña, y firmó el tratado por el que el director Supremo Rondeau reconoció la autoridad de Güemes.

#### Segunda sublevación

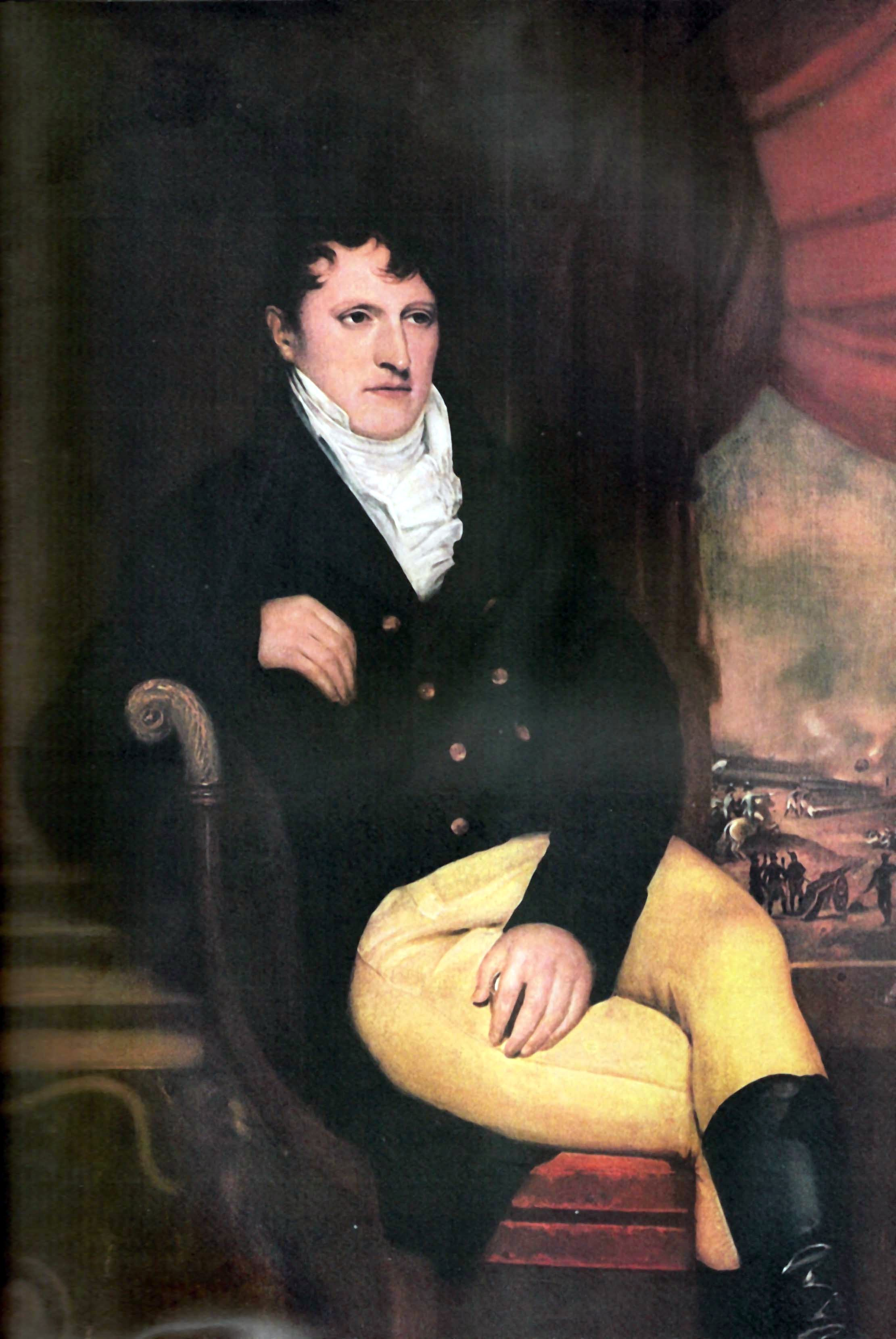
Manuel Belgrano.

Borges regresó a Santiago del Estero y preparó una segunda revolución separatista. La misma estalló el 10 de diciembre de 1816 y sublevó nuevamente al pueblo de Santiago del Estero con un número considerable de seguidores. Apresó y destituyó al teniente de gobernador Gabino Ibáñez, a quien envió preso a Loreto. Luego declaró la autonomía absoluta de su provincia y se autoproclamó gobernador en rechazo a medidas anti-autonomistas tomadas por el Congreso de Tucumán. Tras ello se dirigió al interior de la provincia para reclutar milicias.
Bernabé Aráoz le informó maliciosamente al general Manuel Belgrano que Borges se había levantado en contra del Ejército de la Patria, que estaba de acuerdo con el oriental Artigas, que no iba a obedecer al Congreso de Tucumán, que no pagarían las contribuciones y que fomentarían las montoneras. Belgrano creyó que Borges se levantaba contra él y su ejército, y que su movimiento tenía relación con los realistas del Alto Perú.
Por orden del Congreso, en que la influencia de los tucumanos fue decisiva, el general Belgrano envió tres regimientos a reprimir la revolución, buscar a Borges, perseguirlo y detenerlo. Eran 200 infantes, 50 dragones y dos piezas de artillería al mando del coronel Juan Bautista Bustos, el coronel José María Paz y el mayor Gregorio Aráoz de Lamadrid.
Borges bien pudo en esa oportunidad haber interceptado un convoy de armamentos y dinero que el director Supremo había enviado al Ejército del Norte. De esa manera podía haber reforzado su tropa. Sin embargo, y no obstante tener conocimiento de que venía en su búsqueda una división para capturarlo, se abstuvo de quedarse con el contenido de esas carretas. Su rectitud y sus escrúpulos no privaron al ejército patriota de aquellos socorros que tanto necesitaba.
Ante el avance de las tropas enviadas por Belgrano y estando en evidente inferioridad numérica, Borges se retiró hacia Loreto, donde pudo reunir unos 500 hombres. El 27 de diciembre de 1816, Lamadrid localizó a Borges y lo derrotó con 100 húsares que formaban la vanguardia de Bustos en el Combate de Pitambalá a pesar de que los santiagueños eran cinco veces más numerosos. Borges huyó solo hacia el río Salado, con el propósito de pasar a Salta, donde suponía que Güemes iba a prestarle ayuda. Fue perseguido y se refugió en Guaype, cerca de Matará, en casa de Leandro Taboada (padre de Manuel y Antonino, los futuros caudillos de Santiago del Estero), pero éstos lo entregaron a La Madrid.

### Reclusión y fusilamiento

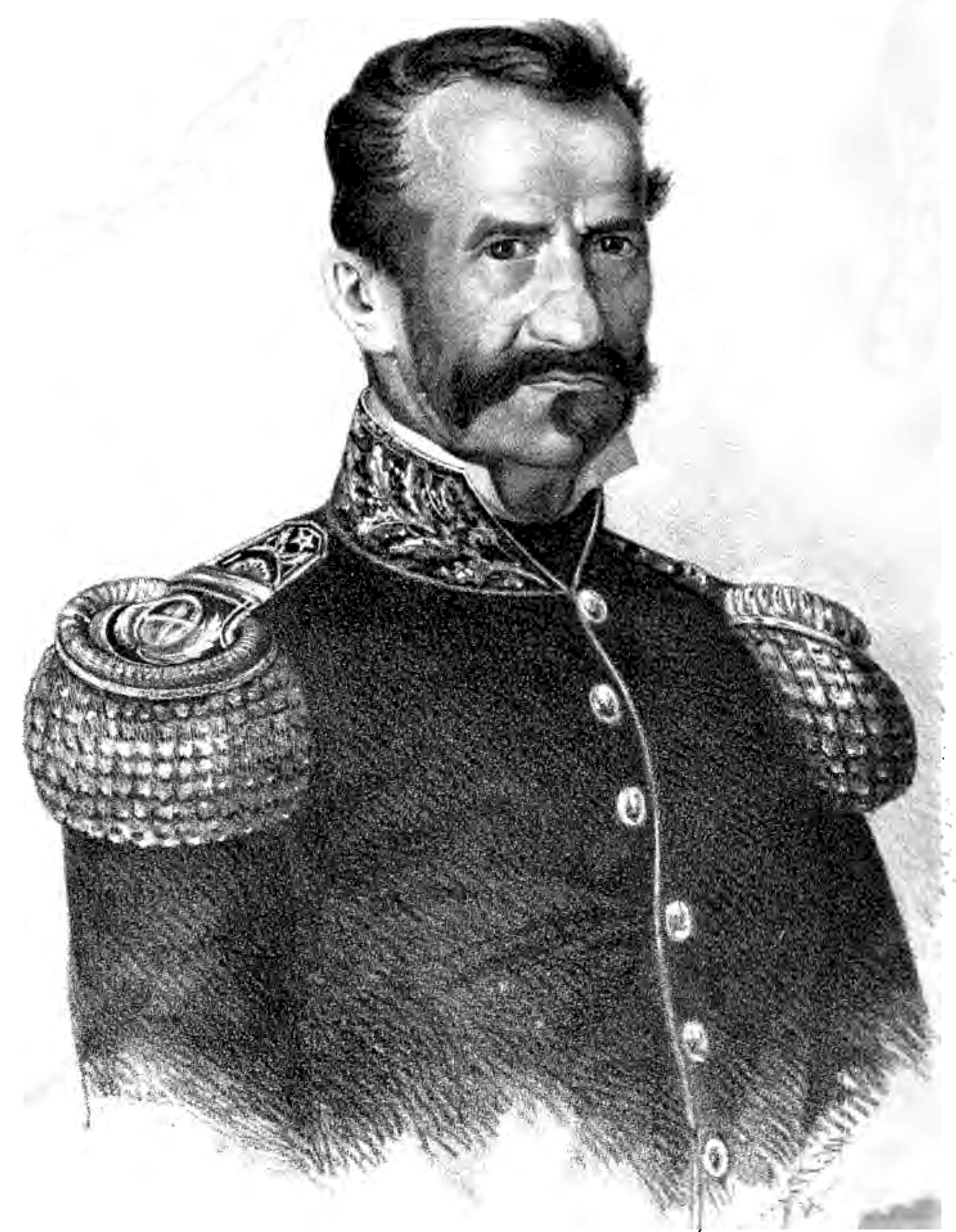
Gregorio Aráoz de La Madrid.

La Madrid recibió una orden contundente de Belgrano: Borges debía ser inmediatamente fusilado, luego de brindarle auxilios espirituales.
Borges fue detenido en una pequeña chacra del Convento de Santo Domingo, a dos leguas de la ciudad de Santiago del Estero. A José María Paz le pareció innecesario tomar declaración a Borges, ya que se había ordenado su fusilamiento. Paz regresó a Santiago del Estero, donde el teniente de gobernador depuesto Ibáñez convenció a Juan Bautista Bustos de que el prisionero tenía que ser interrogado para capturar a sus cómplices. Bustos ordenó a Paz que regresara a la chacra del convento de los dominicos para interrogar a Borges.
Cuando Paz llegó a la chacra, Fray Esteban Ibarzábal ya le había brindado a Borges los auxilios espirituales; además se le había entregado una pluma y papel para que redactara su última voluntad. El lugar de fusilamiento fue descrito por Paz: “bajo un frondoso algarrobo estaba atada una mala silla de cuero, que habría de servir de banquillo”.
Juan Francisco Borges fue fusilado a las nueve de la mañana del 1 de enero de 1817, al pie de un añoso algarrobo en el cementerio de dicho convento. No tuvo juicio ni defensa alguna.
Sus restos fueron trasladados desde la Capilla de Robles hasta la catedral de Santiago del Estero, donde fueron sepultados y se encuentran actualmente.

#### Controversias sobre su ejecución
Se dijo que media hora después le llegó un indulto decretado por Belgrano, ordenando no ejecutarlo.
José María Paz estuvo en contra de la orden de fusilar a Borges. En sus memorias aseguraba que fue un grave error de Belgrano, declarando que fue “un decreto de muerte, sin juicio, sin forma alguna y sin oír al reo”. Reprochaba además que "el general, que tanto predicaba la obediencia y la observancia de las leyes, las violase invocándolas, sin que ninguna autoridad le hiciera cargo”.
Bartolomé Mitre aseguró que:

Belgrano cumplió con excesivo rigor la sentencia fulminada de antemano por el gobierno. Persuadido de que el movimiento subversivo de Santiago era en connivencia con el enemigo -que al mismo tiempo amenazaba invadir por la frontera de Salta- ordenó que en el término de dos horas fuese ejecutada. Injusta era esta suposición, pues Borges había probado ser un verdadero patriota. Pero los tiempos eran duros, y Belgrano era inexorable en materia de disciplina, siendo Borges un militar sujeto a su dura ley.

## Personalidad

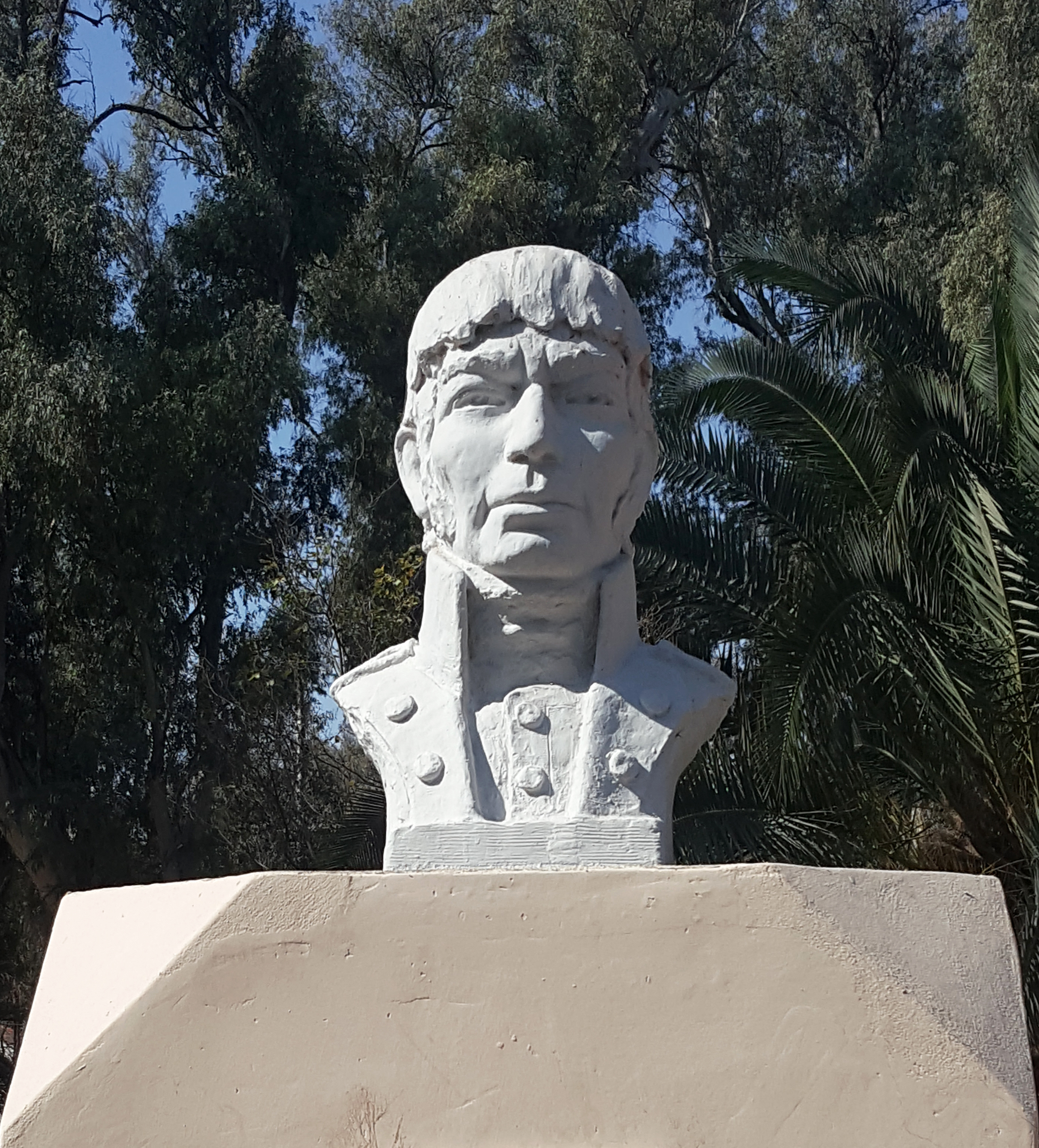
Busto de Juan Francisco Borges en el Parque Aguirre de la ciudad Santiago del Estero.

El historiador Miguel Ángel Garmendia sostuvo que:

Si Borges hubiera existido, Santiago no cae en 1820 en el cacicazgo que debía vegetar treinta años bajo el férula de Juan Felipe Ibarra, porque el primero tenía condiciones de valor, de inteligencia, de ilustración y de generosidad que nunca adornaron al segundo.

Andrés A. Figueroa expresó que: 

La autonomía, el ideal de Borges en aras de la cual rindiera su vida después de prodigar su fortuna y su brazo en obsequio de la Patria, llegaba después de cuatro años de desaparecido el patriota. Sin la desaparición de Borges, cuya popularidad era grande y cuyo patriotismo era conocido por todos sus paisanos, Ibarra no se hubiera constituido en el señor feudal.

El historiador Luis Alén Lascano expresó que:

Borges cayó como un valiente precursor del federalismo santiagueño, y debe ser reverenciado por ello, pues fue el anunciador y primer caudillo de una provincianía indeclinable.

0
No faltaron tampoco quienes criticaron a Borges. Dijeron de él que mientras estuvo en Europa no formó parte de las sociedades secretas o logias que se organizaban para liberar a las colonias, no tuvo contactos con San Martín, Alvear y otros. Que tuvo en Santiago una actitud altanera, violenta, agresiva, indisciplinada, rebelde y despectiva, de temperamento impulsivo, aventurero, orgulloso, muy ambicioso, jactancioso de su título de "Caballero", de genio violento y apasionado. Y dan una versión distinta de su disputa con el general Ortiz de Ocampo.

## Legado
La Provincia de Santiago del Estero se separaría de la de Tucumán en 1820. Muchos años más tarde, sus habitantes reconocieron a Juan Francisco Borges como el precursor de su autonomía, y lo consideraron uno de sus héroes.
Borges pagó con su vida los intentos separatistas de Santiago del Estero, ya que con su fusilamiento se perdió al precursor o mentor de la autonomía provincial. Él fue quien trajo desde Europa a su provincia las ideas revolucionarias, fue el portador de los acontecimientos que allí se estaban produciendo, y fue él quien comenzó a preparar el ambiente para el cambio, el primer santiagueño en responder al llamado de los próceres de la Revolución de Mayo. Pudo ser un héroe de mayores proporciones, pero su trágica muerte malogró su carrera y privó a Santiago del Estero de un líder.